# Тонна (Німеччина)
Тонна (нім. Tonna) — громада в Німеччині, розташована в землі Тюрингія. Входить до складу району Гота. Адміністративний центр об'єднання громад Фанер-Геге.
Площа — 30,45 км2. Населення становить 2912 ос. (станом на 31 грудня 2021).

## Галерея

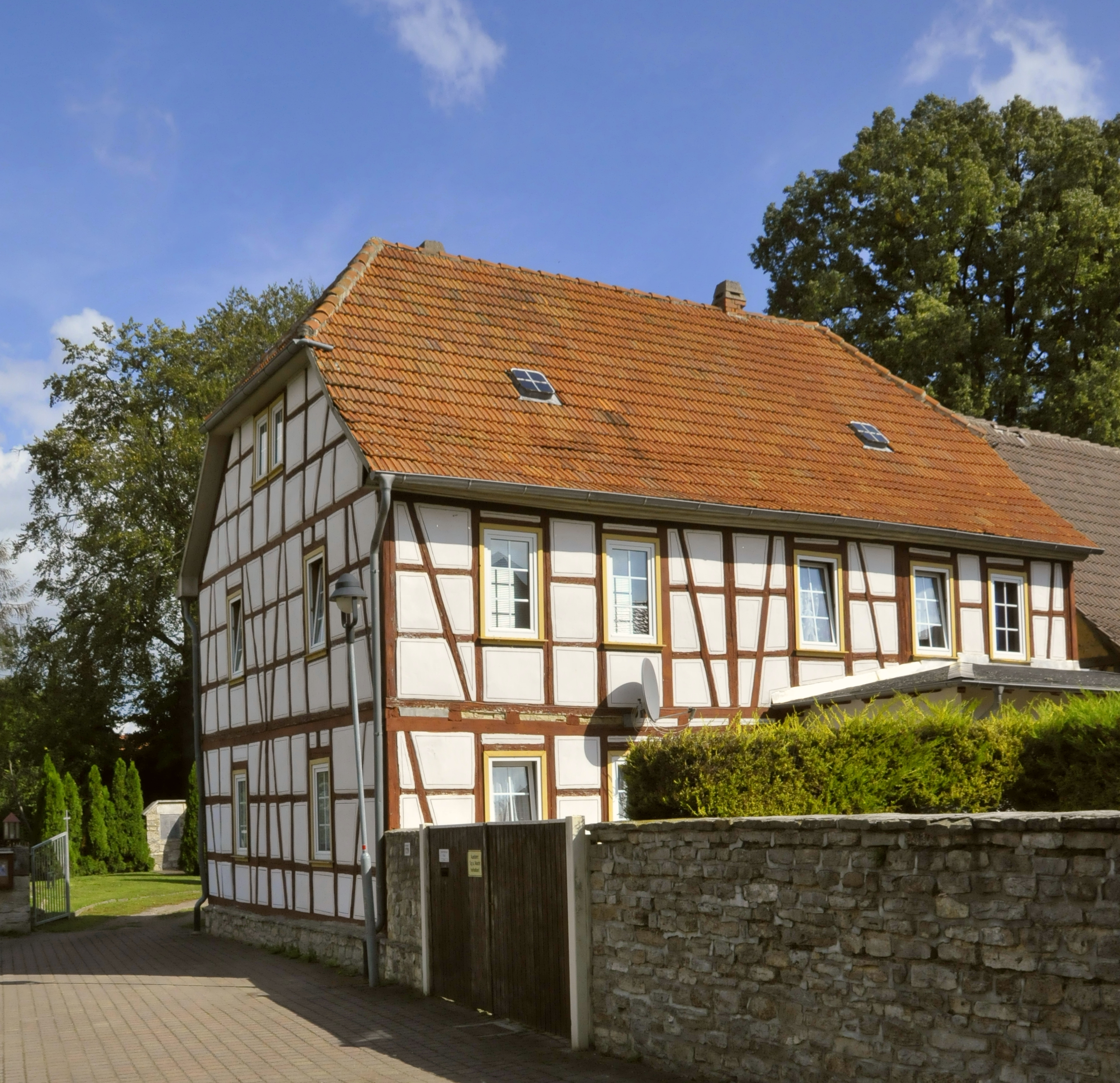